# Iyomishima
Iyomishima (伊予三島市 -shi) é uma cidade japonesa localizada na província de Ehime.
Em 2003, a cidade tinha uma população estimada em 37 010 habitantes e uma densidade populacional de 199,94 h/km². Tem uma área total de 185,11 km².
Recebeu o estatuto de cidade a 1 de Novembro de 1954.